# Meriem Moussa
Meriem Moussa (tiếng Ả Rập: مريم موسى; sinh ngày 11 tháng 5 năm 1988) là một cựu Judoka người Algérie, người chơi cho hạng mục siêu nhẹ.
Cô là một huy chương bốn lần tại Giải vô địch Judo châu Phi, và một huy chương vàng tại Đại hội Thể thao toàn châu Phi 2007 ở Algiers. Cô cũng đã giành được hai huy chương đồng trong cùng một phân chia tại Đại học Mùa hè 2007 ở Bangkok, Thái Lan và tại Đại học Mùa hè 2011 ở Thâm Quyến, Trung Quốc.
Moussa đại diện cho Algeria tại Thế vận hội Mùa hè 2008 ở Bắc Kinh, nơi cô thi đấu hạng cân siêu nhẹ nữ (48 kg). Cô đã đánh bại Sandrine Ilendou của Gabon trong vòng sơ khảo đầu tiên, trước khi thua trận tiếp theo bởi một waza-ari (nửa điểm) trước Michaela Baschin của Đức.
Vào tháng 10 năm 2011, Moussa đã từ chối thi đấu với Shahar Levi của Israel trong vòng đấu loại trực tiếp của World Cup Judo ở Rome, Italy.